# 道の駅丹波マーケス
道の駅丹波マーケス（みちのえき たんばマーケス）は、京都府船井郡京丹波町須知にある国道9号の道の駅である。

## 概要
1997年（平成9年）4月に複合商業施設として開業。翌年（1998年）に道の駅としての登録を受けた。京丹波町に本部を置くスーパーマーケット「サンダイコー」が中核店舗となっている。
駅名になっている「マーケス」（丁: markeds）とは、デンマーク語で「市場」を意味する。これは京丹波町合併前の旧丹波町がデンマークの都市と友好関係にあったためである。

## 施設
入居するテナント・営業時間の詳細は、公式サイトのショップリストまたはフロアガイドを参照。
- 駐車場
  - 普通車：534台[3]
  - 大型車：8台[3]
  - 身障者用：8台[3]
- トイレ（8:00 - 20:00、うるおい館内は24時間利用可能）
  - 男性：大9・小17
  - 女性：25
  - 身障者用：2
- ショッピング街（10:00 - 20:00、一部店舗は9:00 - 20:00）[3]
  - サンダイコー マーケス店（9:00 - 20:00）
- レストラン街（10:00 - 20:00）
- フードコート（10:00 - 20:00、一部店舗は9:00 - 21:00）
- コミュニティホール
- 丹のまちパークうるおい館
  - 情報・観光案内コーナー（京丹波町観光協会） - レンタサイクルの受付も行っている。
  - 丹波高原朝採り野菜市（農産物直売所、火曜日・木曜日・土曜日・日曜日の8:00 - 12:00）[1][3]

### 管理団体
- 運営者
  - 丹波マーケス：丹波地域開発株式会社[2]
  - 丹波高原朝採り野菜市：京都農業協同組合（JA京都）[1]

## 休館日
- ショッピング街：年中無休（店舗によって定休日の設定があるため公式サイトを参照）[3]
- レストラン街：年中無休（一部店舗は第2・第4水曜日）

## アクセス
- 国道9号 - 登録路線

自動車
- E9 京都縦貫自動車道 丹波ICより数分。

公共交通機関
- 西日本旅客鉄道（JR西日本）山陰本線（嵯峨野線） 園部駅より中京交通「園福線」で「新須知」下車すぐ。

## 周辺
- 京都府立丹波自然運動公園
- 琴滝
- 丹波郵便局
- 京丹波町立丹波ひかり小学校
- 須知川水辺公園
- 道の駅京丹波 味夢の里（全国で３つしかない道の駅と道の駅の距離が1km以内にある）